# Aichi Television Broadcasting
Aichi Television Broadcasting – japońska stacja telewizyjna, założona w 1982 roku.